# Saphanodes lepesmei
Saphanodes lepesmei là một loài bọ cánh cứng trong họ Cerambycidae.